# Guatteria trichocarpa
Guatteria trichocarpa Erkens & Maas – gatunek rośliny z rodziny flaszowcowatych (Annonaceae Juss.). Występuje naturalnie w Kolumbii oraz Brazylii (w stanie Amazonas). 

## Morfologia
PokrójZimozielone drzewo dorastające do 3 m wysokości.
LiścieMają kształt od owalnego do eliptycznego. Mierzą 18–26 cm długości oraz 3,5–6,5 cm szerokości. Nasada liścia jest rozwarta. Blaszka liściowa jest o spiczastym wierzchołku. Ogonek liściowy jest nagi i dorasta do 6–10 mm długości.
OwoceMają elipsoidalny kształt, zebrane po 14 w owoc zbiorowy. Są osadzone na szypułkach. Osiągają 19–24 mm długości.

## Biologia i ekologia
Rośnie w wilgotnych wiecznie zielonych lasach. Występuje na wysokości do 800 m n.p.m.